# Вице-президент Приднестровской Молдавской Республики
Вице-Президент Приднестровской Молдавской Республики — одно из высших должностных лиц ПМР (до 30 декабря 2011 г.). Избиралось вместе с президентом на 5 лет на основе всеобщих выборов. На вице-президента накладывались те же ограничения, что и на президента ПМР: он не мог быть моложе 35 лет, должен был быть гражданином ПМР не менее 10 лет, постоянно проживать на территории ПМР, не мог занимать какую-либо другую оплачиваемую должность, осуществлять предпринимательскую и иную деятельность, за исключением научной, преподавательской и иной творческой деятельности, не мог быть членом политических партий.
Вице-президент должен был замещать президента в случае неспособности последнего выполнять свои обязанности. Если же и вице-президент не смог бы исполнять обязанности президента, то их исполняет председатель Верховного Совета.
Полномочия вице-президента определялись Президентом ПМР, кроме того, он по должности входил в состав политического координационного Совета (ст. 5 Закона «О статусе Президента Приднестровской Молдавской Республики»). Последний вице-президент — Александр Королёв — являлся руководителем Администрации Президента ПМР (Указ Президента от 11 января 2007 года № 29 «О полномочиях Вице-президента Приднестровской Молдавской Республики») и секретарём Совета безопасности.
Согласно поправкам к конституции, принятым ВС в июне 2011 года, пост вице-президента упразднён. Согласно ст. 4 Конституционный Закон ПМР № 94-КЗИД-V, действующий вице-президент ПМР сохранял свои полномочия и занимал свою должность до вступления в должность Президента ПМР, избранного после вступления в силу Конституционного закона. После вступления в должность 30 декабря 2011 г. вновь избранного Президента ПМР должность вице-президента официально упразднена.

## Вице-президенты ПМР
1. Александр Акимович Караман (1 декабря 1991 — 9 декабря 2001)
2. Сергей Фёдорович Леонтьев (9 декабря 2001 — 13 декабря 2006)
3. Александр Иванович Королёв (13 декабря 2006 — 30 декабря 2011)